# 新疆生产建设兵团西山监狱
新疆生产建设兵团西山监狱，位于新疆维吾尔自治区乌鲁木齐市沙依巴克区西山路59号，是新疆生产建设兵团监狱管理局的直属单位。

## 简介
新疆生产建设兵团西山监狱成立于1985年，是看押、监管、改造罪犯，执行刑罚的单位。2001年，创建为沙依巴克区文明单位，2002年创建为乌鲁木齐市文明单位。2004年，在创建新疆维吾尔自治区文明单位过程中，因非人为因素而未能获得荣誉称号。2005年，由沙依巴克区申请确认为新疆维吾尔自治区文明单位。2011年，作为新疆维吾尔自治区文明单位届满。2010年，获得“全国监狱劳教工作先进集体”称号。
2014年1月23日，新疆生产建设兵团纪委再次对5起违反中央八项规定和新疆生产建设兵团党委26条规定精神典型问题进行了通报，其中包括西山监狱党委书记、监狱长刘生铭收受购物卡、礼品问题，新疆生产建设兵团监狱管理局党委给予刘生铭党内警告处分，并在全系统通报。